# Céline Couderc
Céline Couderc (Aviñón, 11 de marzo de 1983) es una deportista francesa que compitió en natación.
Ganó cuatro medallas en el Campeonato Europeo de Natación, en los años 2004 y 2006. Participó en dos Juegos Olímpicos de Verano, ocupando el quinto lugar en Atenas 2004 (4 × 100 m libre) y el quinto en Pekín 2008 (4 × 200 m libre).

## Palmarés internacional
| Campeonato Europeo | Campeonato Europeo | Campeonato Europeo | Campeonato Europeo |
| Año                | Lugar              | Medalla            | Prueba             |
| ------------------ | ------------------ | ------------------ | ------------------ |
| 2004               | Madrid (España)    | Medalla de oro     | 4 × 100 m libre    |
| 2004               | Madrid (España)    | Medalla de plata   | 4 × 200 m libre    |
| 2006               | Budapest (Hungría) | Medalla de bronce  | 4 × 100 m libre    |
| 2006               | Budapest (Hungría) | Medalla de bronce  | 4 × 100 m estilos  |